# Circuit integrat monolític de microones

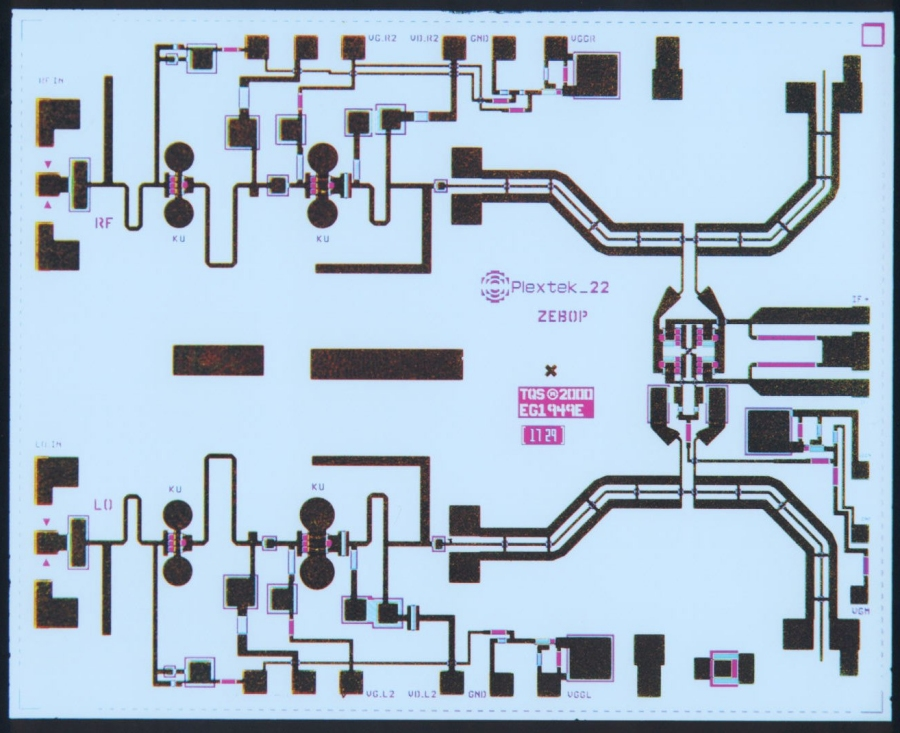
Fotografia d'un MMIC GaAs (un convertidor ascendent de 2 a 18 GHz).

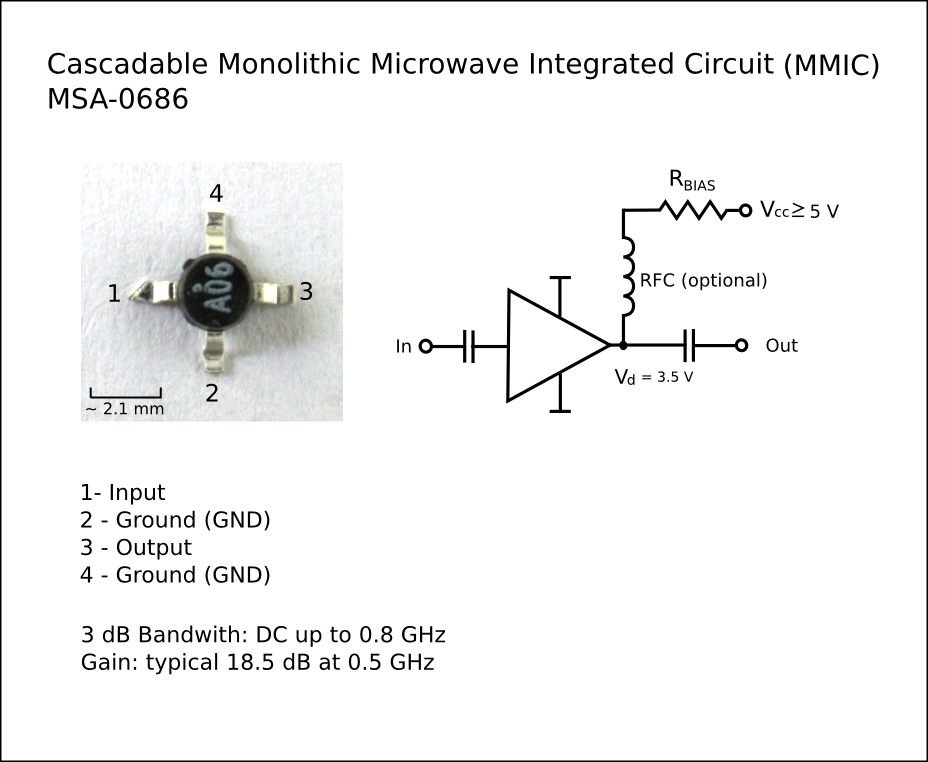
Implementació real MMIC MSA-0686.

El circuit integrat de microones monolític, o MMIC, és un tipus de dispositiu de circuit integrat (IC) que funciona a freqüències de microones (300 MHz a 300 GHz). Aquests dispositius solen realitzar funcions com ara la mescla de microones, l'amplificació de potència, l'amplificació de baix soroll i la commutació d'alta freqüència. Les entrades i sortides dels dispositius MMIC solen coincidir amb una impedància característica de 50 ohms. Això els fa més fàcils d'utilitzar, ja que la cascada de MMIC no requereix una xarxa d'adaptació d'impedàncies externa. A més, la majoria dels equips de prova de microones estan dissenyats per funcionar en un entorn de 50 ohms.
Els MMIC són dimensionalment petits (d'aproximadament 1 mm² a 10 mm²) i es pot produir en sèrie, fet que ha permès la proliferació de dispositius d'alta freqüència com els telèfons mòbils. Els MMIC es van fabricar originalment amb arsenur de gal·li (GaAs), un semiconductor compost III-V. Té dos avantatges fonamentals respecte al silici (Si), el material tradicional per a la realització de circuits integrats: la velocitat del dispositiu (transistor) i un substrat semiaïllant. Tots dos factors ajuden en el disseny de funcions de circuits d'alta freqüència. Tanmateix, la velocitat de les tecnologies basades en Si ha augmentat gradualment a mesura que s'han reduït les mides de les característiques del transistor, i ara també es poden fabricar MMIC amb tecnologia Si. El principal avantatge de la tecnologia Si és el seu menor cost de fabricació en comparació amb el GaAs. Els diàmetres de les hòsties de silici són més grans (normalment de 8" a 12" en comparació amb els 4" a 8" de GaAs) i els costos de les oblies són més baixos, contribuint a un IC menys car.
Originalment, els MMIC utilitzaven transistors d'efecte de camp de semiconductors metàl·lics (MESFET) com a dispositiu actiu. Més recentment, els transistors d'alta mobilitat d'electrons (HEMT), els HEMT pseudomòrfics i els transistors bipolars d'heterojunció s'han tornat habituals.
S'ha demostrat que altres tecnologies III-V, com el fosfur d'indi (InP), ofereixen un rendiment superior als GaAs en termes de guany, freqüència de tall més alta i baix soroll. Tanmateix, també tendeixen a ser més cares a causa de les mides més petites de les hòsties i de la fragilitat del material augmentada.
El germani de silici (SiGe) és una tecnologia de semiconductor compost basada en Si que ofereix transistors de major velocitat que els dispositius de Si convencionals, però amb avantatges de costos similars.
El nitrur de gal·li (GaN) també és una opció per als MMIC. Com que els transistors GaN poden funcionar a temperatures molt més altes i treballar a voltatges molt més alts que els transistors GaAs, fan amplificadors de potència ideals a freqüències de microones.